# Cross Plains (Tennessee)
Cross Plains és una població dels Estats Units a l'estat de Tennessee. Segons el cens del 2000 tenia 1.381 habitants.

## Demografia
Segons el cens del 2000, Cross Plains tenia 1.381 habitants, 504 habitatges, i 400 famílies. La densitat de població era de 64,4 habitants/km².
Dels 504 habitatges en un 36,7% hi vivien nens de menys de 18 anys, en un 63,1% hi vivien parelles casades, en un 11,1% dones solteres, i en un 20,6% no eren unitats familiars. En el 16,5% dels habitatges hi vivien persones soles el 6% de les quals corresponia a persones de 65 anys o més que vivien soles. El nombre mitjà de persones vivint en cada habitatge era de 2,74 i el nombre mitjà de persones que vivien en cada família era de 3,06.
Per edats la població es repartia de la següent manera: un 27,4% tenia menys de 18 anys, un 7% entre 18 i 24, un 30,1% entre 25 i 44, un 26,2% de 45 a 60 i un 9,3% 65 anys o més.
L'edat mediana era de 37 anys. Per cada 100 dones de 18 o més anys hi havia 101,4 homes.
La renda mediana per habitatge era de 42.279 $ i la renda mediana per família de 47.143 $. Els homes tenien una renda mediana de 37.424 $ mentre que les dones 24.792 $. La renda per capita de la població era de 17.792 $. Entorn del 8,1% de les famílies i el 12% de la població estaven per davall del llindar de pobresa.

## Poblacions més properes
El següent diagrama mostra les poblacions més properes.